# Кеклен, Шарль
Шарль Кекле́н, ʃᴀrl kᴇklɛ̃; полное имя — фр. Charles Louis Eugène Koechlin, Шарль Луии Эжен Кеклен; 27 ноября 1867, Париж — 31 декабря 1950, Реоль-Канадель-сюр-Мер) ― французский композитор, музыковед, педагог.
Происходил из богатой промышленной семьи в Эльзасе: его дед по матери Жан Дольфус, широко известный как филантроп и общественный деятель, владел текстильной фабрикой в Мюлузе, отец работал чертёжником на фабрике, но незадолго до рождения сына переехал в Париж. Кеклена готовили к карьере артиллерийского офицера, однако, обучаясь в Политехнической школе, он заболел туберкулёзом и был признан негодным к военной службе. Оправившись от болезни, Кеклен некоторое время жил в Алжире, где серьёзно начал заниматься музыкой, и в 1890 году поступил в Парижскую консерваторию, где его профессорами были Тоду (гармония) и Массне (композиция). Он также посещал занятия по контрапункту у Андре Жедальжа, и в это время заинтересовался музыкой Иоганна Себастьяна Баха, любовь к которой сохранил на всю жизнь.
В 1896 году Амбруаза Тома на посту директора консерватории заменил Теодор Дюбуа, Массне подал в отставку с поста профессора класса композиции, и Кеклен перешёл на обучение к Габриэлю Форе. Именно Форе оказал наибольшее влияние на развитие творчества молодого композитора. С 1909 года Кеклен регулярно выступал как музыкальный критик в журнале «Chronique des arts» и преподавал, а с 1915 начал писать теоретические труды. Среди учеников Кеклена — Роже Дезормьер, Кристофор Тальтабулл, Камаргу Гуарньери.
До конца 1920-х годов Кеклен был одним из лидеров парижской музыкальной жизни. Вместе со своими товарищами по консерватории ― Морисом Равелем и Флораном Шмиттом, при поддержке Форе ― в 1909 он принимал участие в основании Независимого музыкального общества («Société Musicale Indépendante») для продвижения новой музыки. Независимое музыкальное общество было своего рода оппозицией к консервативному Национальному обществу, находившемуся под началом Венсана д’Энди и связанного со Schola cantorum. В 1912―1913 по просьбе Клода Дебюсси Кеклен оркестровал его музыку к балету «Хамма», а в 1918 Эрик Сати пригласил его в группу композиторов «Новая молодёжь» («Les Nouveaux Jeunes») вместе с Русселем, Мийо и некоторыми другими, однако этот проект остался неосуществлённым. В 1921―1924 Кеклен написал ряд статей в ведущих музыкальных журналах, и постепенно приобрёл бо́льшую известность как теоретик, нежели как композитор. Среди его теоретических трудов наиболее значителен четырёхтомный «Трактат об оркестровке» (Traité de l'orchestration, 1941).
Несмотря на проведение фестиваля музыки Кеклена, а также получение им нескольких престижных премий, лишь в 1940-х годах в Бельгии его музыка вновь начала завоёвывать признание. Директор Бельгийского радио Поль Коллер организовал серию исполнений его оркестровых работ под управлением Франца Андре. Ещё один шаг к возрождению творчества Кеклена в 1967 сделал пианист Антал Дорати, записав к столетию со дня рождения композитора цикл «Бандар-логи».
В 1918, 1928 и 1937 Кеклен посещал с визитами США, а после смерти Русселя возглавил французскую Федерацию народной музыки. В 1930-е развитие коммунистических взглядов композитора выразилось в серии «Музыки для народа» и активной деятельности в музыкальном комитете Ассоциации «Франция―СССР» (хотя сам он никогда не состоял в партии). Всегда положительно относившийся к новейшим течениям в искусстве, Кеклен возглавлял французскую секцию Международного общества современной музыки и активно поддерживал музыку молодых композиторов.